# Wang Rulin

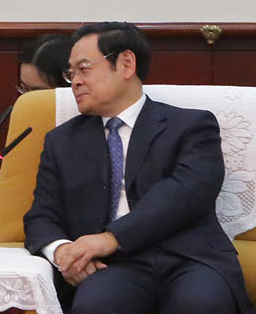
Wang Rulin

Wang Rulin (chinesisch 王儒林, Pinyin Wáng Rúlín; * 1953 in Puyang, Provinz Henan) ist ein Politiker in der Volksrepublik China.
Wang trat 1973 der Kommunistischen Partei Chinas bei.
Er absolvierte ab dem Jahr 1980 ein Studium der Wirtschaftswissenschaft an der Jilin-Universität und erlangte 1985 den akademischen Grad Master.
Nach verschiedenen Positionen in Politik und Verwaltung in der Provinz Jilin war er von 2001 bis 2004 Vizegouverneur der Provinz. Anschließend wurde Wang bis 2007 zum Parteisekretär der KPCh von Changchun bestellt und avancierte in der Folge zum stellvertretenden Parteisekretär der KPCh der Provinz.
Ab 2009 war er als Nachfolger von Han Changfu, zunächst geschäftsführend, Gouverneur von Jilin.
Im Dezember 2012 wurde er zum Parteisekretär der Provinz ernannt. Sein Nachfolger als Gouverneur wurde Bayanqolu.
Er ist seit 2007 Kandidat des Zentralkomitees der Kommunistischen Partei Chinas.